# Azithromycine
L'azithromycine (AZM, à ne pas confondre avec l'antirétroviral AZT) est un antibiotique de la famille des macrolides de la sous-classe des azalides. L'azithromycine est dérivée de l'érythromycine par addition d'un atome d'azote dans le cycle lactone de l'érythromycine A, rendant ainsi cet anneau lactone un anneau à 15 atomes. L'azithromycine est utilisée pour le traitement des infections des voies respiratoires, de celles des tissus mous et des infections génito-urinaires. Ses caractéristiques pharmacocinétiques et pharmacodynamiques lui donnent des propriétés cliniques très inhabituelles pour un antibiotique (cinétique de distribution tissulaire très large, donnant une concentration tissulaire élevée et relativement durable, permettant un traitement en une seule prise quotidienne durant 3 à 5 jours (dans la sphère respiratoire). Pour ces raisons, son usage s'est progressivement élargi à un grand nombre de situations, dont en prophylaxie pulmonaire (mucoviscidose, dilatation des bronches, bronchopneumopathie chronique obstructive). « Néanmoins, les risques liés à son utilisation sont importants notamment par son pouvoir sélectionnant. Ceci doit conduire à ne l'utiliser que dans des situations où des études cliniques bien conduites ont démontré une supériorité indiscutable par rapport au traitement habituel ou un placebo, et en limitant le nombre de patients traités » recommandaient R.Cohen & Grimprel en 2013.

## Étymologie
Le nom de l'azithromycine est dérivé du substituant azane et de érythromycine. Son nom chimique exact est 2R,3S,4R,5R,8R,10R,11R,12S,13S,14R)-13-[(2,6-didésoxy-3-C-méthyl-3-O-méthyl-a-L-ribo-hexopyranosyl)oxy]-2-éthyl-3,4,10-trihydroxy-3,5,6,8,10,12,14-heptaméthyl-11-[[3,4,6-tridésoxy-3-(diméthylamino)-b-D-xylo-hexopyranosyl]oxy]-1-oxa-6-azacyclopentadécan-15-one.

## Historique

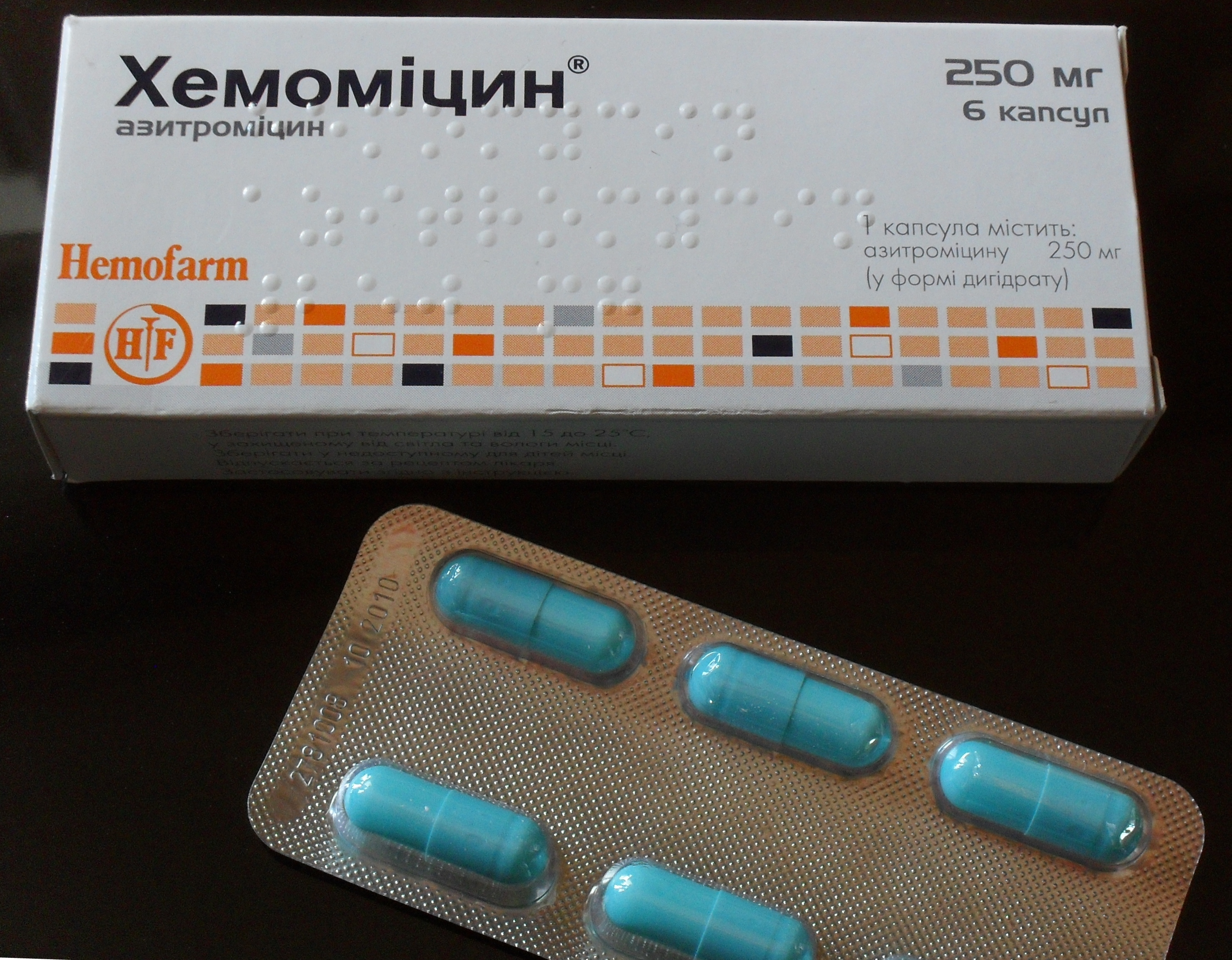
Boite d'azithromycine ukrainienne (азитромицин en cyrillique)

L'azithromycine a été découverte en 1980 par une équipe de chercheurs yougoslaves : Gabrijela Kobrehel, Gorjana Radobolja-Lazarevski et Zrinka Tamburasev dirigés par le Serbe Dr Slobodan Ðokić. Elle a été brevetée en 1981,.

## Formes commercialisées
L'azithromycine est en général administrée sous forme de comprimés ou de suspensions orales. Elle est également disponible sous forme d'injection intraveineuse et plus récemment sous forme de collyre. 
La molécule est commercialisée sous le nom de Zithromax par le laboratoire Pfizer, Ordipha par le laboratoire Tonipharm et sous le nom d'Azyter par le laboratoire Thea pour la forme collyre, sous le nom de Unizitro par les laboratoires marocain Afric Phar et portugais Tecnimede. En Belgique, elle est disponible comme médicament générique produit par Apotex, Eurogenerics, Sandoz et Teva. En Algérie, elle est produite par Pfizer sous le nom de Zithromax, par Saidal sous le nom de Azimycine et par El Kendi sous le nom de Zetron.

### Usage spécifique en ophthalmologie
L'azithromycine par son spectre d'activité unique a vu son usage étendu à la voie topique ophtalmique à partir du milieu des années 2000-2010. Elle s'est révélée comme une arme essentielle dans le traitement du trachome qui reste la principale cause de cécité dans les pays sous-développés, présentant l'avantage de ne nécessiter qu'une seule dose. Selon un essai thérapeutique comparatif face à un trachome actif, l'administration sous surveillance directe d'une dose unique d'azithromycine est plus efficace que six semaines de traitement « non surveillé » par une pommade ophtalmologique à base de tétracycline.

## Mécanisme d'action
L'azithromycine agit sur les infections bactériennes en inhibant la synthèse des protéines bactériennes. Cette inhibition se produit après fixation à la sous-unité 50S des ribosomes des bactéries étant sensibles à l'azithromycine.

## Effets secondaires
- Effets cutanéo-muqueux et allergiques :
éruptions cutanées, photo-sensibilité (réaction cutanée lors d'une exposition au soleil ou aux UV), douleurs au niveau des articulations, urticaire, démangeaisons, rarement œdème de Quincke, réactions allergiques généralisées. De rares cas de réactions cutanées sévères ont été rapportés ;
- effets digestifs :
nausées, vomissements, digestion difficile, diarrhée (rarement sévère), douleurs abdominales, pancréatite (affection du pancréas). De rares cas d'inflammation de l'intestin avec douleurs et diarrhées ont été rapportés ;
- effets hépatiques :
augmentation des enzymes du foie réversible à l'arrêt du traitement; de rares atteintes hépatiques sévères pouvant rarement mettre en jeu la vie du patient ont été observées, sans lien certain avec la prise de ce médicament. Des cas isolés d'hépatites cholestatique (affection du foie caractérisée par de la fièvre et des douleurs) ont été rapportées ;
- effets neurologiques :
sensations vertigineuses ; rares cas de convulsions ;
- effets sanguins :
cas isolés de taux anormalement bas des plaquettes ;
- effets psychiatriques :
rares cas de comportement agressif, nervosité, agitation et anxiété, et ont été signalés quelques cas de délirium avec hallucinations visuelles et auditives[11]. Selon RM Kadden (2001), le délire est rarement induit par des antibiotiques[12] ;
- effets génitaux :
inflammation du vagin ;
- effets auditifs :
rares cas de troubles de l'audition avec sifflements, bourdonnements ou surdité ;
- effets généraux :
infections dues à certains champignons microscopiques ;
- effets cardiaques : il existe un risque faible mais augmenté de torsades de pointe[13], comme pour les autres macrolides[14]. Cela entraîne une augmentation faible du risque de mortalité cardiaque durant le traitement[15] mais qui n'est pas toujours retrouvé, en particulier chez le jeune ou l'adulte[16].

## Antibiorésistance
Une antibiorésistance est redoutée, l'azithromycine est utilisé contre des infections à gonocoque (MST qui devient résistants à d'autres antibiotiques) et est avérée contre certaines souches de streptocoques responsables de l'angine streptococcique (infection streptococcique du groupe A (GAS) causée par Streptococcus pyogenes), l'azithromycine étant l'antibiotique alternatif donnée aux patients allergiques ou sensibles à la pénicilline ; des souches streptococciques de GAS, sont (ou sont devenues) résistantes aux macrolides, dont à l'azithromycine.

## Posologie
En médecine de ville, pour l'adulte, en première intention pour un traitement curatif antibiotique, elle est de 500 mg/j en 1 prise en général, contrairement aux règles communes de l'antibiothérapie ; elle est courte (recommandation : 3 jours, ce qui s'explique par les propriétés pharmacocinétiques particulières de l'azithromycine et le maintien de l'activité, dans ces indications, plusieurs jours après la dernière prise ; les formes retard ont une posologie en une seule prise : Zithromax Uno).

## Divers
« Les concentrations d'azithromycine dans les tissus amygdaliens et pulmonaires dépassent 10 μg par g, pendant le traitement, et demeurent supérieures à 1 μg/g (valeurs supérieurs aux CMI 90 des bactéries sensibles) pendant 20 jours ».
L'azithromycine fait partie de la liste modèle des médicaments essentiels de l'Organisation mondiale de la santé (liste mise à jour en août 2019).

### En éventuel traitement de la Covid-19
En mars 2020, l'annonce par Didier Raoult que l'association de l'hydroxychloroquine et de l'azithromycine permet de réduire seulement au tout premier stade de la Covid-19 (quelques jours en fait) la charge virale de celle-ci (objectif : éviter une évolution vers des symptômes plus graves (phase inflammatoire) des patients et donc permettre une meilleure lutte du système immunitaire de ceux-ci face au virus dans le temps) est suivie, d'un emballement médiatique international (voir l'article Développement et recherche de médicaments contre la Covid-19#Chloroquine et hydroxychloroquine pour plus de détails). 
Le 12 mai, deux études américaines successives dont une publiée dans le New England Journal of Medicine et l'autre dans le Journal of the American Medical Association (JAMA) établissent que le traitement à l'hydroxychloroquine, à l'azithromycine, ou aux deux combinés, « n'était pas significativement associé à des différences de mortalité » par rapport aux malades qui n'avaient pas reçu ces médicaments. À nouveau, en décembre 2020, une étude relate une absence de bénéfice et une autre la présence d'effets secondaires lors de la prise d'azithromycine dans le cadre de la Covid-19,. Ainsi on sait que quatre études à l'échelle du monde désapprouvent l'utilisation de l'azithromycine contre cette maladie.